# Liste der Kulturgüter in Berneck
Die Liste der Kulturgüter in Berneck enthält alle Objekte in Berneck im Kanton St. Gallen, die gemäss der Haager Konvention zum Schutz von Kulturgut bei bewaffneten Konflikten, dem Bundesgesetz vom 20. Juni 2014 über den Schutz der Kulturgüter bei bewaffneten Konflikten sowie der Verordnung vom 29. Oktober 2014 über den Schutz der Kulturgüter bei bewaffneten Konflikten unter Schutz stehen.
Objekte der Kategorie A sind im Gemeindegebiet nicht ausgewiesen, Objekte der Kategorie B sind vollständig in der Liste enthalten, Objekte der Kategorie C fehlen zurzeit (Stand: 1. Januar 2023).

## Kulturgüter
| Foto | | Objekt                                                               | Kat. | Typ | Standort                           | Beschreibung |
| ---- | --------------------------------------------------------------------------------------------------- | -------------------------------------------------------------------- | ---- | --- | ---------------------------------- | ------------ |
| ja   | Datei hochladen · Wikidata zu Burgruine Rosenberg Berneck SG (Q29786394)                            | Rosenberg, mittelalterliche Burgruine mit Rebhäuschen KGS-Nr.: 08101 | B    | F   | Rosenberg 655 764385 / 254554      |              |
| ja   | Datei hochladen · Wikidata zu Haus zum Torggel (16. Jh., mit heimatkundlicher Sammlung) (Q29786396) | Haus zum Torggel KGS-Nr.: 08103                                      | B    | G   | Weierbüntstrasse 2 763664 / 254925 |              |
| ja   | Datei hochladen · Wikidata zu Katholische Kirche Unserer Lieben Frau (Q29786400)                    | Katholische Kirche Unserer Lieben Frau KGS-Nr.: 08104                | B    | G   | Rathausplatz 4 763769 / 254906     |              |
| ja   | Datei hochladen · Wikidata zu Fürstenhaus (Q29786395)                                               | Fürstenhaus KGS-Nr.: 08105                                           | B    | G   | Bahnstrasse 2 764624 / 254481      |              |
| ja   | Datei hochladen · Wikidata zu Schlössli Buechholz (Q29786401)                                       | Schlössli Buechholz KGS-Nr.: 14105                                   | B    | G   | Buechholzstrasse 4 764310 / 254062 |              |
| ja   | Datei hochladen · Wikidata zu Heiligkreuzkapelle (Q29786399)                                        | Heiligkreuzkapelle KGS-Nr.: 14010                                    | B    | G   | Rathausplatz 4a.1 763748 / 254857  |              |
| BW   | Datei hochladen · Wikidata zu Haus mit Malereien (Q135276715)                                       | Haus mit Malereien KGS-Nr.: 16672                                    | B    | G   | Husenstrasse 7 763740 / 254387     |              |